# Witborstalethe
De witborstalethe (Chamaetylas fuelleborni; synoniem: Alethe fuelleborni) is een zangvogel uit de familie Muscicapidae (vliegenvangers).

## Verspreiding en leefgebied
Deze soort komt voor in de bergen van oostelijk Tanzania tot noordelijk Malawi en het zuidelijke deel van Centraal-Mozambique.